# دين تشيشولم
دين تشيشولم (بالإنجليزية: Dane Chisholm)‏ هو لاعب دوري الرغبي أسترالي، ولد في 4 يوليو 1990 في Mullumbimby ‏ في أستراليا.